# Nassar Nassar
Nassar Mahmoud Nassar (tiếng Ả Rập: نصار محمود نصار; sinh ngày 1 tháng 1 năm 1992) là một cầu thủ bóng đá người Liban thi đấu ở vị trí hậu vệ biên phải cho câu lạc bộ Al-Ansar và đội tuyển quốc gia Liban.